# Lucas Achtschellinck

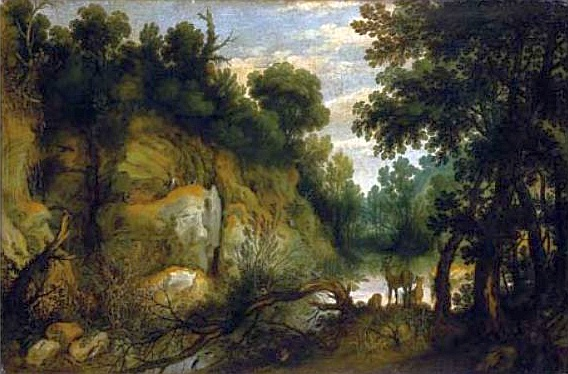
Lucas Achtschellinck, paesaggio fluviale con animali

Lucas Achtschellinck (talvolta citato come Achtschellincks, Achtschellinckx, Achtschellincx o Aghtschellinx; Bruxelles, 16 gennaio 1626 – Bruxelles, 12 maggio 1699) è stato un pittore fiammingo di paesaggi.

## Biografia
Fu probabilmente il nipote del pittore di paesaggi Lukas Achtschelling. Suo fratello era Pieter Achtschellinck. Venne registrato a Bruxelles alla Corporazione di San Luca il 26 ottobre 1639 come allievo di Pieter van der Borcht.  IL biografo fiammingo del XVII secolo, Cornelis de Bie, scrisse che Lucas Achtschellinck studiò anche con il paesaggista di Bruxelles Lodewijk de Vadder ma di ciò non vi è riscontro nei registri della Corporazione. Molto probabilmente Achtschellinck si recò all'estero dopo aver terminato il suo apprendistato e prima di diventare maestro a Bruxelles nel 1657. Il 13 marzo 1674 sposò Anna Parys. Nel 1687 fu diacono della Corporazione di Bruxelles, città dove morì nel 1699.
Ebbe diversi allievi tra cui Théobald Michau.

## Opere

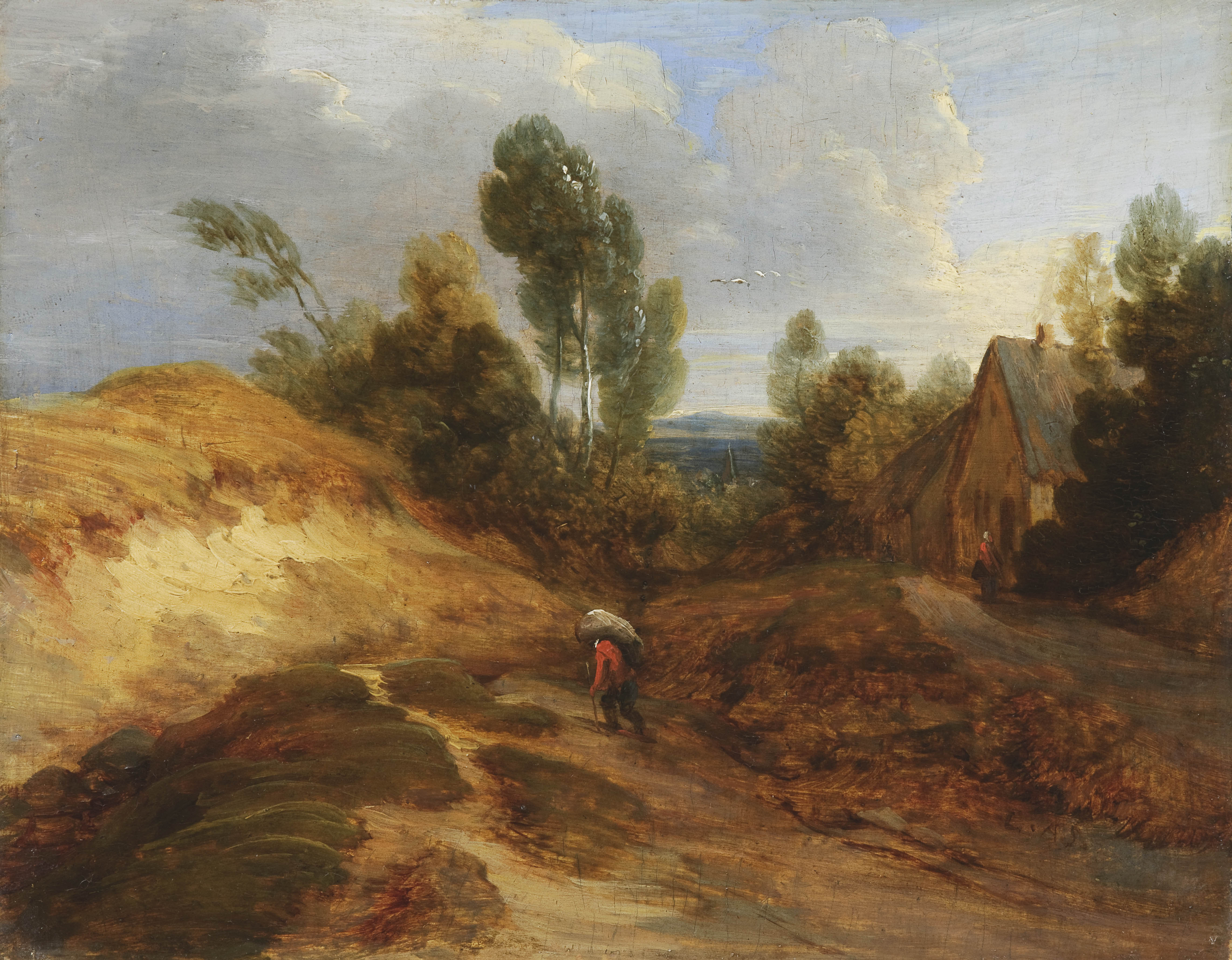
Paesaggio con dune.

Non si conoscono opere firmate di Achtschellinck, anche se esiste una sua opera con monogramma alla Fondazione Custodia. Esistono una serie di paesaggi con una chiara relazione stilistica a quelli a lui attribuiti. Tratti caratteristici del suo stile sono l'ampio colpo di pennello, soprattutto nella raffigurazione di strade, banchine e alberi. Allo stesso modo, la sottile sfumatura argentea di luci e ombre sui tronchi degli alberi, soprattutto betulle, è una caratteristica ricorrente nello stile dei paesaggi attribuiti ad Achtschellinck. Achtschellinck fu un seguace dello stile paesaggistico di Rubens e venne influenzato anche da Jacques d'Arthois. Dipinse grandi scenari boscosi per chiese e chiostri, che sono stati poi guarniti da altri con personaggi biblici ed altri eventi. Achtschellinck dipinse i paesaggi in molte delle opere del pittore di Anversa Gaspar de Crayer (1582-1669).
I maggiori paesaggisti di Bruxelles suoi contemporanei furono, oltre a Lucas Achtschellinck, il suo secondo insegnante presunto Lodewijk de Vadder (1605-1655) e Jacques d'Arthois (1603-1686). Essi vengono normalmente ricordati collettivamente come i "pittori delle foresta di Soignes".
Lucas Achtschellinck disegnò anche cartoni per la produzione di arazzi della manifattura di Bruxelles.